# DSLAM

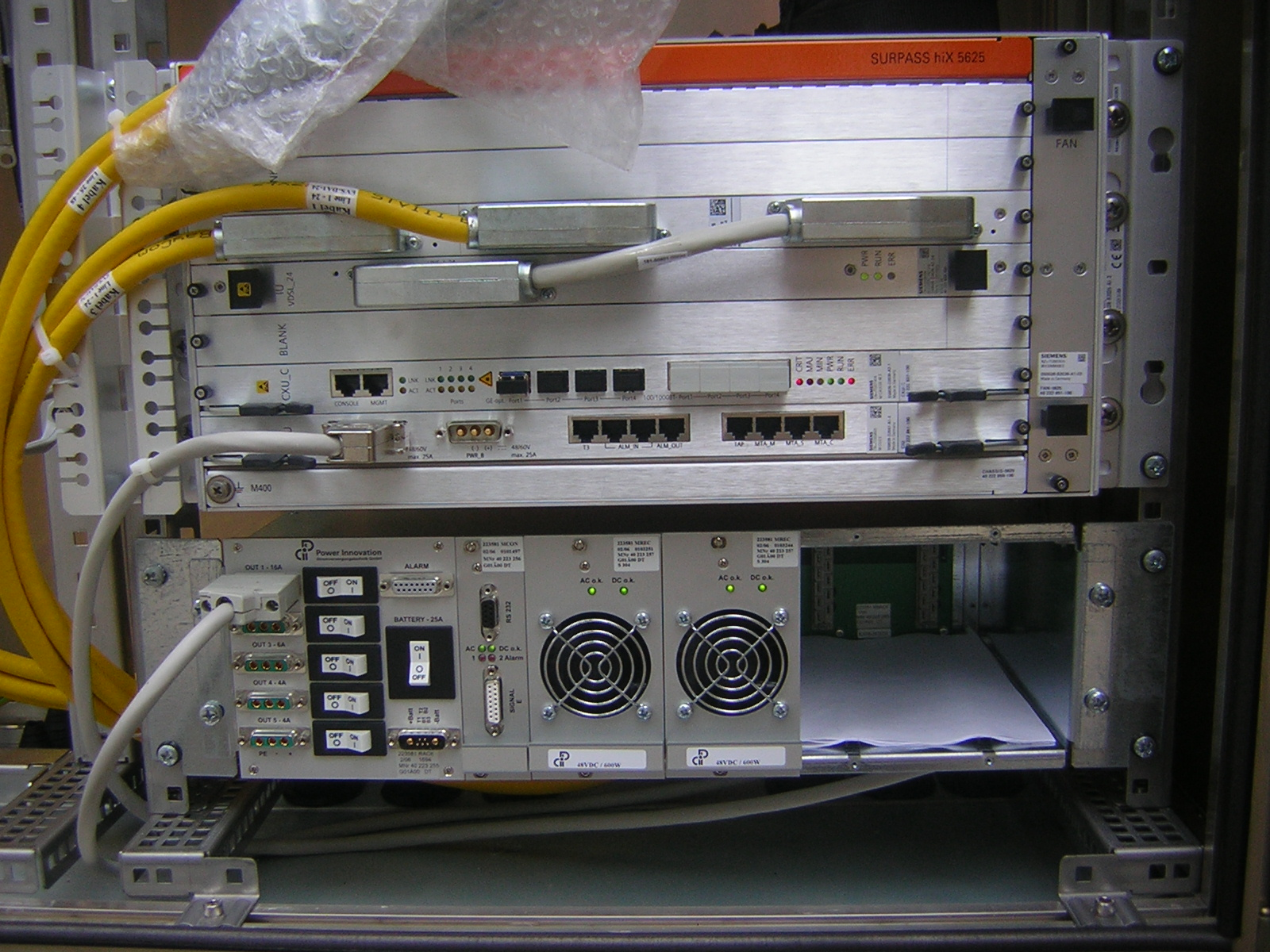
DSLAM Externo marca Siemens, modelo SURPASS hiX 5625

DSLAM es la sigla de Digital Subscriber Line Access Multiplexer (Multiplexor de acceso de línea de abonado digital), un multiplexor localizado dentro o fuera de la central telefónica que proporciona a los abonados o suscriptores el acceso a los servicios DSL sobre cable de par trenzado de cobre, separando la voz y los datos de las líneas de abonado.

## Historia
Una de las primeras patentes estadounidenses que menciona explícitamente a un multiplexor para la tecnología de acceso DSL fue solicitada el 17 de marzo de 1997 por inventores al servicio de la empresa informática estadounidense IBM en la cual se describe una red de comunicaciones y su método para la selección en tiempo real de rutas voz y/o datos. La patente establece que un multiplexor de acceso a DSL es acoplado a un terminal común de voz y datos. El 22 de mayo de ese año, Klaus S. Fosmark, Kevin S. Dibble y William A. Perry, a nombre de otra empresa de Estados Unidos, Efficient Networks solicitaron una patente para una interfaz xDSL de múltiple modo. En la patente se describe que la interfaz está integrada por una unidad de terminación xDSL y otra similar en el equipo del lado del suscriptor. Estas patentes han sido el punto de partida para otros dispositivos, de diferentes fabricantes, tanto externos como internos a las centrales telefónicas que han evolucionado gracias a la miniaturización de los circuitos integrados proporcionada por las tecnologías de circuitos integrados VLSI.

## Enlace ADSL
La comunicación del DSLAM y el Módem xDSL se realiza a través de dos interfaces llamadas (ATU-R o "ADSL Terminal Unit-Remote") del lado del cliente o abonado y (ATU-C o "ADSL Terminal Unit-Central") del lado del proveedor del servicio. Delante de cada uno de ellos coloca un dispositivo denominado splitter integrado por un conjunto de dos filtros: uno de paso alto y otro de paso bajo. La finalidad de estos filtros es la de separar las señales transmitidas de baja frecuencia (telefonía) y las de alta frecuencia (datos). Las señales de telefonía se encuentran en el rango de 300 a 3400 Hz y, en el caso concreto de ADSL, las señales de datos están comprendidas en la banda de 25 kHz a 1,104 MHz que, a su vez se divide en una banda de bajada y otra de subida de datos. En ese extenso rango, existen 256 subcanales con idéntico espacio de 4,3125 kHz de ancho, con igual cantidad de señales senoidales portadoras moduladas en amplitud.
El motivo de que haya que separar las señales de telefonía de las de datos es porque se dispone sólo de un par de hilos de cobre para enviar las dos señales, pero como comprenden distintos rangos de frecuencia, es posible: Primero, mezclar las dos señales de datos (alta frecuencia) y voz (baja frecuencia) a través de un splitter en la central telefónica que, por una parte, mezcla y por otra parte, evita que se comuniquen eléctricamente los circuitos de voz y los circuitos de datos; segundo, en el destino la señal mezclada de datos y voz llega a través de un par de cobre y para separarlas se puede utilizar otro splitter cuya salida PAST (Paso de Servicio Telefónico) se conecta a todos los teléfonos, fax, y alarmas de la casa, y la salida PASBA (Paso de Servicio de Banda Ancha) se conecta únicamente al enrutador. Otra opción es que la suma de las dos señales llegue directamente al ATU-R, que suele ser un módem o módem-enrutador, y que para conectar los teléfonos a la línea se utilicen los llamados "microfiltros" que dejan pasar sólo las frecuencias bajas (voz).

## Importancia del DSLAM

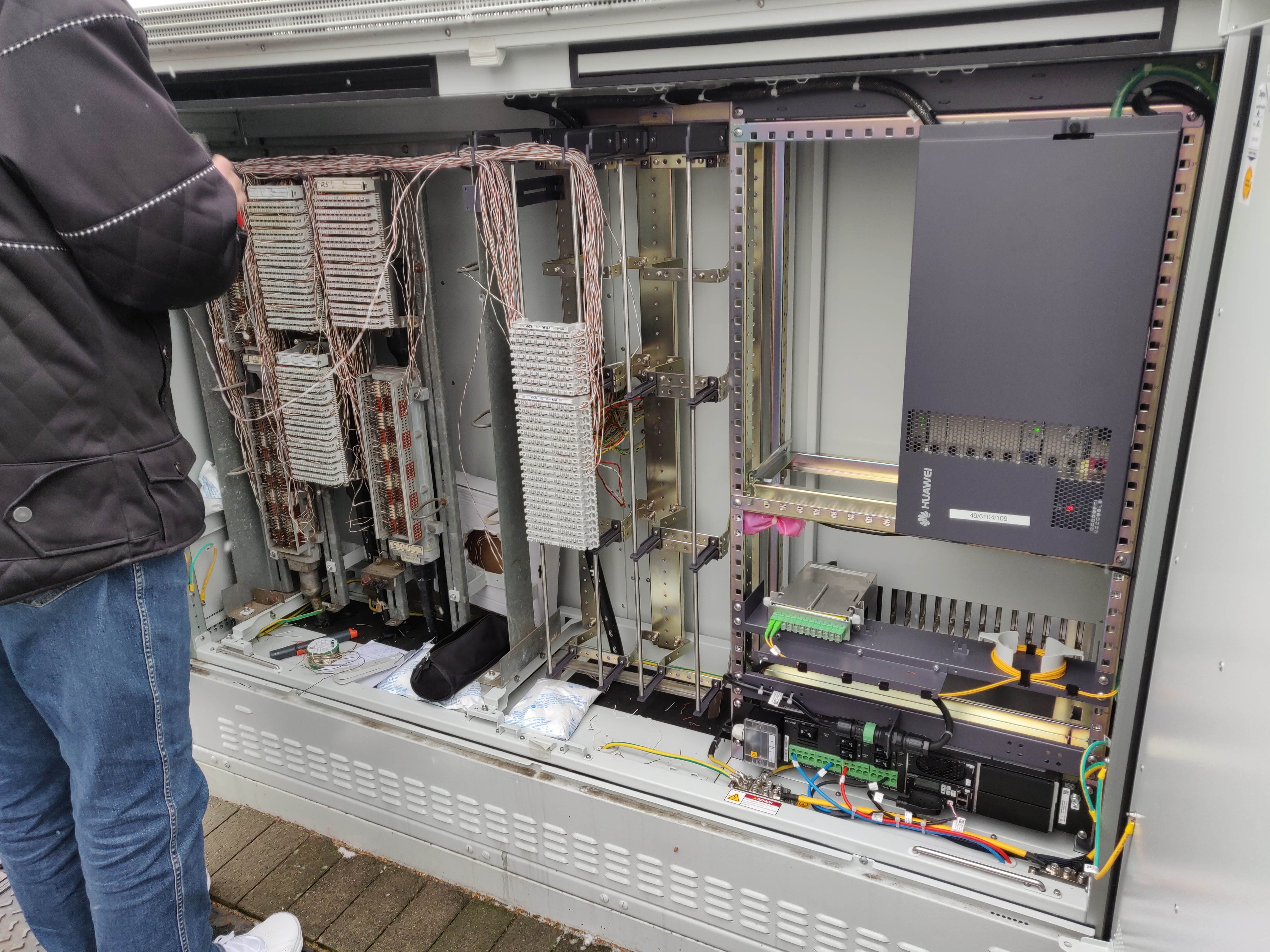
Conexíon con 2 fibras GPON proporcionando líneas VDSL a 3-4 bloques de apartamentos en 63179 Obertshausen, Alemania

La tecnología de acceso ADSL necesita una pareja de módems por cada usuario: uno en el domicilio del cliente (ATU-R) y otro (ATU-C) en la central local a la que llega el bucle de ese usuario, lo que en principio complica su despliegue en las centrales. Por ello surgió el multiplexor DSLAM que agrupa en un determinado número de tarjetas, varios módems ATU-C, y que además concentra el tráfico de todos los enlaces ADSL hacia una red WAN. La integración de varios ATU-Cs en un solo equipo, es un factor fundamental que ha hecho posible el despliegue masivo del ADSL. De no ser así, esta tecnología de acceso no hubiese pasado nunca del estado de prototipo, tal y como se constató con la primera generación de módems ADSL.
Los DSLAM utilizados en España suelen ser de los fabricantes Lucent y Huawei y se integran en tarjetas de 48 abonados cada una, lo que significa que cada una de ellas contiene el equivalente a 48 módems ADSL (ATU-R)[cita requerida]. En el caso de Huawei, los modelos más recientes al momento de escribir esta sección, incorporan una mejora en la atenuación tanto en emisión como en recepción y además son compatibles con el protocolo VDSL.

## Distancia al DSLAM
En un par de cobre la atenuación por unidad de longitud aumenta a medida que se incrementa la frecuencia de las señales transmitidas, y cuanto mayor es la longitud del bucle, tanto mayor es la atenuación total que sufren las señales transmitidas, lo que explica que las velocidades máximas de subida y bajada que se pueden conseguir mediante los módems DSL varíen en función de la longitud del bucle de abonado tal como se muestra en las siguientes tablas para las conexiones asimétricas y simétricas:
| Tipo de conexión DSL | Velocidad máxima de subida (Mbps) | Velocidad máxima de bajada (Mbps) | Distancia máxima (km) |
| -------------------- | --------------------------------- | --------------------------------- | --------------------- |
| ADSL                 | 1                                 | 8                                 | 5                     |
| RADSL                | 1                                 | 7                                 | 7                     |
| VDSL                 | 1,6                               | 13                                | 1,5                   |
| VDSL                 | 3,2                               | 26                                | 0,9                   |
| VDSL                 | 6,4                               | 52                                | 0,3                   |

| Tipo de conexión DSL | Velocidad máxima de subida/bajada (Mbps) | Distancia máxima (km) |
| -------------------- | ---------------------------------------- | --------------------- |
| HDSL                 | 2                                        | 3,5                   |
| HDSL2                | 2                                        | 5,4                   |
| SDSL                 | 1,5                                      | 2,7                   |
| SDSL                 | 0,160                                    | 6,9                   |
| IDSL                 | 0,144                                    | 8                     |

La presencia de ruido externo provoca la reducción de la relación Señal/Ruido, y esa disminución se traduce en una reducción del caudal de datos que modula a cada subportadora, lo que a su vez implica una reducción del caudal total que se puede transmitir a través del enlace entre el ATU-R y el ATU-C.
Hasta una distancia de 2,6 km de la central, en presencia de ruido (caso peor), se obtiene un caudal de 2 Mbps en sentido descendente y 0,9 Mbps en sentido ascendente. Esto supone que, en la práctica, teniendo en cuenta la longitud media del bucle de abonado en las zonas urbanas, la mayor parte de los usuarios están en condiciones de recibir por medio del ADSL un caudal superior a los 2 Mbps. Este caudal es suficiente para muchos servicios de banda ancha, y desde luego puede satisfacer las necesidades de cualquier internauta o teletrabajador, así como de muchas empresas pequeñas y medianas.

## Función del DSLAM sobre ATM
Los estándares y la industria han impuesto mayormente el modelo de ATM sobre ADSL. En ese contexto, el DSLAM pasa a ser un conmutador ATM con múltiples interfaces, las interfaces WAN pudieran ser STM-1, STM-4, E3 u otras estandarizadas, y el resto ADSL-DMT. El núcleo del DSLAM es una matriz de conmutación ATM. De este modo, el DSLAM puede ejercer funciones de control de parámetros y conformado sobre el tráfico de los usuarios con acceso ADSL.
Los analistas estiman que cerca del 90% de los DSLAM instalados usan ATM como método de transporte. Las primeras técnicas usaron el tipo AAL1 en la capa de adaptación de ATM, empleando multiplexación con entrelazado de byte a la que se le llama en ocasiones TDM sobre ATM. La hoy desaparecida organización ADSL Forum ha adoptado el tipo AAL2 para el transporte del servicio sobre ATM el cual resulta más eficiente para el tráfico de voz y emplea multiplexación con entrelazado de paquete. Este último también es más eficiente por el hecho de que permite a la red asignar ancho de banda dinámicamente sobre el servicio DSL entre la demanda de voz y el servicio de datos.

## IP-DSLAM
IP-DSLAM es un nuevo protocolo de internet sobre ADSL basado en IP. Los IP DSLAMs ofrecen múltiples ventajas sobre tecnologías tradicionales, tales como el aumento de la eficiencia, velocidades más rápidas y gestión mejorada. Por ejemplo, reducen la complejidad de conversión de formatos de datos, solucionan problemas de congestión de tráfico de alta velocidad, poseen tecnología de conmutación Ethernet anti-bloqueo, y también proporcionan un buen mecanismo para aplicaciones multicast de vídeo. Al eliminar la transformación de protocolos de acceso a la red, las compañías de telecomunicaciones tienen un método alternativo de despliegue de una infraestructura de Ethernet más rentable, aplicable a redes metropolitanas y núcleos urbanos. 